# Zabrnie (gromada)
Zabrnie – dawna gromada, czyli najmniejsza jednostka podziału terytorialnego Polskiej Rzeczypospolitej Ludowej w latach 1954–1972.
Gromady, z gromadzkimi radami narodowymi (GRN) jako organami władzy najniższego stopnia na wsi, funkcjonowały od reformy reorganizującej administrację wiejską przeprowadzonej jesienią 1954 do momentu ich zniesienia z dniem 1 stycznia 1973, tym samym wypierając organizację gminną w latach 1954–1972.
Gromadę Zabrnie z siedzibą GRN w Zabrniu utworzono – jako jedną z 8759 gromad na obszarze Polski – w powiecie dąbrowskim w woj. krakowskim, na mocy uchwały nr 21/IV/54 WRN w Krakowie z dnia 6 października 1954. W skład jednostki weszły obszary dotychczasowych gromad Zabrnie, Brzezówka i Suchy Grunt ze zniesionej gminy Szczucin oraz Małec ze zniesionej gminy Radgoszcz w tymże powiecie. Dla gromady ustalono 21 członków gromadzkiej rady narodowej.
1 marca 1959 z gromady Zabrnie wyłączono wieś Małec włączając ją do gromady Radgoszcz w tymże powiecie.
31 grudnia 1961 gromadę Zabrnie zniesiono, a jej obszar włączono do gromady Szczucin.